# Émile Grosshans
Émile Grosshans, né le 16 août 1938 à Stiring-Wendel en Moselle et mort le 28 juillet 2016 à Oberhaslach dans le Bas-Rhin, est un footballeur français des années 1960. Durant sa carrière professionnelle, disputée intégralement sous les couleurs du Stade rennais, il évolue aux postes d'attaquant puis de défenseur.

## Biographie
Né le 16 août 1938 à Stiring-Wendel, Émile Grosshans commence à jouer au football avec ses deux frères aînés. Son père, boucher-charcutier meurt peu après la Seconde Guerre mondiale, et ses frères reprennent alors à leur compte le commerce familial. Émile Grosshans montre des prédispositions pour le sport : sélectionné avec l'équipe de Lorraine dans toutes les catégories d'âge, il joue avec l'équipe sénior du CS Stiring-Wendel dès ses quinze ans, et dispute à plusieurs reprises le championnat de France amateur. Remarqué par plusieurs clubs professionnels, il reçoit des propositions de l'Olympique lyonnais, du Racing Club de Lens et du FC Sochaux-Montbéliard. Néanmoins, pour échapper au service militaire et à la perspective de devoir servir en Algérie, il opte pour un travail de mineur de fond que lui propose le président du CS Stiring-Wendel, et qui réduit ses obligations militaires à quatre mois. En 1961, Stiring-Wendel devient vice-champion de France amateur, battu en finale par l'équipe réserve de l'AS Monaco, après avoir terminé en tête du groupe Est.
Libéré de son travail de mineur, Émile Grosshans est alors de nouveau la cible des recruteurs des clubs professionnels. Convaincu par le discours de Franz Pleyer, le directeur sportif du Stade rennais, il choisit de rejoindre la Bretagne, moyennant une prime de 50 000 francs, et signe un contrat qui le lie à son nouveau club jusqu'à ses 35 ans. En 1961, il intègre le groupe professionnel rennais, entraîné par Antoine Cuissard, mais sa première saison est mitigée. L'attaquant débute en Division 1 le 20 août 1961 contre le Stade français, et marque dès son deuxième match, contre le RC Lens, une semaine plus tard,. Au sein d'une ligne d'attaque où figurent également Guy Hernas, Mahi et Jacky Faivre, il marque un deuxième but, contre le Toulouse FC, mais se blesse sur l'action, avec une double fracture au maxillaire,. De retour à la compétition, il commence à jouer plus reculé sur le terrain. Au total, il dispute vingt-cinq rencontres de championnat durant la saison, et doit attendre avril pour marquer un troisième but, à l'occasion d'une défaite face au Stade français,. La saison suivante, après avoir été aligné en position d'ailier contre l'Olympique lyonnais le 19 septembre 1962, match lors duquel il marque un but,, Émile Grosshans est fixé par Antoine Cuissard en défense, au poste d'arrière gauche, au côté d'Yves Boutet, pour remplacer René Cédolin, blessé,. En 1963-1964, Cédolin reprenant sa place, il change de côté pour passer à droite,. Titulaire au sein de la défense rennaise, il dispute près de soixante matchs de championnat durant ces deux saisons.
En 1964, son épouse, alsacienne, souhaite quitter Rennes pour revenir à Strasbourg. Intéressé, le Racing Club de Strasbourg propose un transfert au Stade rennais, et va jusqu'à proposer trois joueurs en contrepartie, dont le défenseur Pierre Sbaïz et le futur international Robert Szczepaniak. Mais le club breton refuse de libérer son joueur, qui ne joue aucune rencontre durant toute la saison 1964-1965, et ne s'entraîne désormais que très peu,. Il doit ainsi assister en spectateur à la victoire de ses coéquipiers en Coupe de France. Alors qu'il a ouvert un débit de tabac à Lingolsheim, Émile Grosshans décide finalement de racheter son contrat au Stade rennais, et paye la somme de 5 000 francs au club breton. S'étant mis en dehors du circuit professionnel après son année d'inactivité, il retourne dans les rangs amateurs, et prend une licence à l'AS Strasbourg, club avec lequel il évolue jusqu'en 1970.
Ayant cessé de faire du football son métier, Émile Grosshans intègre alors le service publicité de la société Adidas. Comme de nombreux autres salariés d'Adidas, il prend en parallèle une licence avec le club amateur du SC Dettwiller. Il travaille chez Adidas durant seize ans, jusqu'à devenir directeur de la propriété industrielle. Dès 1977, alors qu'il œuvre toujours chez Adidas, l'ancien footballeur crée sa propre entreprise, Casal Sport, spécialisée dans la fabrication et la vente d'équipements sportifs, destinés aux collectivités, aux établissements scolaires et aux clubs,.
Émile Grosshans meurt le 28 juillet 2016, à l'âge de 77 ans.

## Palmarès
Avec le CS Stiring-Wendel, Émile Grosshans obtient le titre de vice-champion de France amateur en 1961, après avoir remporté la Coupe de Lorraine. International amateur, il ne dispute aucune rencontre du parcours victorieux du Stade rennais en Coupe de France en 1965. Enfin, retourné dans les rangs amateurs, il remporte la Coupe d'Alsace en 1966 avec l'AS Strasbourg.

## Statistiques
| Saison                | Club                  | Championnat           | Championnat | Championnat | Coupe(s) nationale(s) | Coupe(s) nationale(s) | Total | Total |
| Saison                | Club                  | Division              | M.          | B.          | M.                    | B.                    | M.    | B.    |
| 1961-1962             | Stade rennais UC      | Division 1            | 25          | 3           | 2                     | 0                     | 27    | 3     |
| 1962-1963             | Stade rennais UC      | Division 1            | 31          | 1           | 4                     | 0                     | 35    | 1     |
| 1963-1964             | Stade rennais UC      | Division 1            | 28          | 0           | 2                     | 0                     | 30    | 0     |
| 1964-1965             | Stade rennais UC      | Division 1            | 0           | 0           | 0                     | 0                     | 0     | 0     |
| Total sur la carrière | Total sur la carrière | Total sur la carrière | 84          | 4           | 8                     | 0                     | 92    | 4     |